# Bolkadalen
Bolkadalen är ett bostadsområde i södra Norrtälje. Det ligger väster om Kvisthamra, söder om Norrtälje sportcentrum och norr om Görla.
Samtliga villor i Bolkadalen har gatuadress Drottning Kristinas väg. 
Området började uppföras under senhösten 2005, under januari 2006 stod de första villorna färdiga för inflyttning. Den första fasen, som bestod av 22 stycken villor, stod helt klart strax före midsommar 2006. Under januari 2007 påbörjades uppförandet av 31 parhus inom fas 2. Fas 2 stod helt klart under våren 2008. Byggherre för samtliga villor i Bolkadalen var PEAB.
Med början 2023 är det planerat att bygga omkring 90 hyreslägenheter i området.